# Xaenapta timorensis
Xaenapta timorensis är en skalbaggsart som beskrevs av Stefan von Breuning 1962. Xaenapta timorensis ingår i släktet Xaenapta och familjen långhorningar. Inga underarter finns listade i Catalogue of Life.